# Charaxes alicea
Charaxes alicea är en fjärilsart som beskrevs av Stoneham 1931. Charaxes alicea ingår i släktet Charaxes och familjen praktfjärilar. Inga underarter finns listade i Catalogue of Life.